# Les Gladiateurs (film, 1954)
Pour les articles homonymes, voir Les Gladiateurs.
Série
La Tunique
(1953)
Pour plus de détails, voir Fiche technique et Distribution.
Les Gladiateurs (Demetrius and the Gladiators) est un film américain réalisé par Delmer Daves, sorti en 1954. Il s'agit de la suite de La Tunique, sorti l'année précédente, où Victor Mature incarnait déjà l’esclave Demetrius. Les deux films ont été tournés en même temps en 1953.

## Synopsis
Demetrius, l'esclave grec affranchi qui servait le martyr Marcellus, est chargé de conserver la tunique du Christ, remise par l'apôtre Pierre. Mais l'empereur Caligula  s'empare de la relique et Demetrius est condamné à l'arène dans les jeux des gladiateurs. La troublante Messaline, l’épouse de Claude et l’oncle de Caligula, mettront à rude épreuve la mission de Demetrius, pour le perdre ou le sauver du destin cruel des combats singuliers.

## Fiche technique
- Titre : Les Gladiateurs
- Titre original : Demetrius and the Gladiators
- Réalisation :	Delmer Daves
- Scénario : Philip Dunne, Lloyd C. Douglas
- Musique : Franz Waxman
- Musique additionnelle : Thème de La Tunique, composé par Alfred Newman
- Directeur de la photographie : Milton R. Krasner
- Assistant-réalisateur	: William Eckhardt
- Directeurs artistiques : George W. Davis, Lyle R. Wheeler
- Ingénieur du son : Roger Heman Sr., Arthur von Kirbach
- Décorateurs :	Paul S. Fox, Walter M. Scott
- Chorégraphe :	Stephen Papich
- Costumier : Charles Le Maire
- Monteurs : Robert Fritch, Dorothy Spencer
- Producteur : Frank Ross
- Société de production : Twentieth Century Fox
- Société de distribution : Twentieth Century Fox
- Pays d’origine :  États-Unis
- Langue : anglais
- Date de tournage : 1953
- Format : couleur par Technicolor — 35 mm — 2.55:1 CinemaScope — Son 4 pistes stéréo (Western Electric Recording)
- Genre : Film historique, Film d'action, Péplum, Drame
- Durée : 100 minutes
- Date de sortie :
  - États-Unis : 16 juin 1954
  - France : 10 septembre 1954[1]
  - Allemagne : 4 novembre 1954
- Affiche : Roger Soubie (France)

## Distribution
- Victor Mature (VF : Jacques Erwin) : Demetrius
- Susan Hayward (VF : Claire Guibert) : Messaline
- Michael Rennie (VF : Marc Valbel) : Pierre
- Debra Paget (VF : Claude Winter) : Lucia
- Anne Bancroft (VF : Nelly Benedetti) : Paula
- Ernest Borgnine (VF : Pierre Morin) : Strabo
- Jay Robinson (VF : René Bériard) : Caligula
- Barry Jones (VF : Paul Villé) : Claude
- William Marshall (VF : Marcel Painvin) : Glycon
- Richard Egan (VF : Pierre Leproux) : Dardanius
- Charles Evans (VF : Richard Francœur) : Cassius Chaerea
- Fred Graham (VF : Claude Péran) : Décurion
- Robert E. Griffin (VF : Jean Violette) : Flavius
- Dayton Lummis (VF : Raymond Rognoni) : magistrat